# Joe Orton
John (Joe) Kingsley Orton (Leicester, 1 januari 1933 - Londen, 9 augustus 1967) was een Brits auteur en toneelschrijver. Na een aanvankelijk onsuccesvolle schrijverscarrière brak hij in de jaren 60 door als schrijver van zwarte komedies die de heersende zeden op de hak namen en alle taboes doorbraken. Daarmee werd hij de opvolger van John Osborne en de Angry Young Men. Zijn opkomst werd ruw onderbroken toen hij door zijn partner Kenneth Halliwell werd vermoord. 

## Biografie
Joe Orton was de eerste zoon uit een arbeidersgezin. Zijn vader was tuinier, zijn moeder verloor een long aan tuberculose. Als kind leed hij aan astma, hetgeen hem zijn opleiding kostte. Rond zijn 16de werd hij actief in het amateurtoneel. Hij vroeg een beurs aan voor de Royal Academy of Dramatic Art en ging in 1951 naar Londen. Daar ontmoette hij Halliwell en ging met hem samenwonen; ze kregen een relatie. 
Geen van beiden was succesvol als acteur; in plaats daarvan schreven ze gezamenlijk enkele romans die het niet haalden, en leefden van Halliwells niet onaanzienlijke erfenis. Ze vermaakten zich met practical jokes; een daarvan was het stelen van boeken uit openbare bibliotheken, die ze verrijkten met obscene prenten en omslagen, waarvoor ze zes maanden celstraf kregen.
Begin jaren 60 ging Orton over op theater; zijn stukken waren direct controversieel, ontvingen zowel bijval als geweldige kritiek, maar stimuleerden hem tot een koortsachtige productie. Hij schreef zowel voor radio (hoorspel), theater als film. Ondertussen leed zijn partner Halliwell (zeven jaar ouder) aan depressies en werd psychiatrisch behandeld. In augustus 1967 vermoordde Halliwell Orton met een hamer, waarna hijzelf een overdosis slaaptabletten innam.  

## Werk
Ortons eerste volwaardige toneelwerk was Entertaining Mr. Sloane. Sloane is een onderhuurder die zich aanvankelijk presenteert als een keurige jongeman, maar zich allengs ontpopt als een despoot. De vader van de twee verhuurders wordt gedood en de moord wordt weggemoffeld. 
Loot, gezien als zijn tweede toneelstuk, begint al met een krankzinnige situatie: een verpleegster die zeven moorden op haar geweten heeft, verleidt de man van haar achtste slachtoffer tot een huwelijk. Tegelijk pleegt zijn zoon een bankroof. De buit wordt verborgen in de doodskist, en het gemummificeerde lijk in een kast. De enige die niets gedaan heeft (de echtgenoot), wordt gevangengenomen en vermoord.
What the Butler saw (postuum uitgebracht in 1969) speelt in een krankzinnigengesticht, waar de doktoren al heel snel de eigenlijke krankzinnigen blijken. Het stuk blinkt uit door onnavolgbare dialogen. Ook is er weer de moordende satirische blik op het Engeland van die tijd, de seksuele moraal en de pastiche op detectives. 
Orton schreef nog enkele hoorspelen, tv-spelen en scenario's, in zeer hoog tempo en veelal meerdere tegelijk. 

## Toneelwerk
- Fred and Madge (1959) en The Visitors (1961) (uitgegeven in 2001)
- The Ruffian on the Stair (première 1964, eerst als BBC-hoorspel)
- Entertaining Mr Sloane (première 1964)
- Loot (première 1965)
- The Erpingham Camp (1966) en The Good and Faithful Servant (1967), tv-spelen
- Funeral Games (1966, première 1968)
- What the Butler Saw (1967, première 1969)
- Up Against It (voor The Beatles, 1967)

- Bibsys: 90089713
- Biblioteca Nacional de España: XX1014594
- Bibliothèque nationale de France: cb12065717j (data)
- CiNii: DA0046654X
- Gemeinsame Normdatei: 118641441
- International Standard Name Identifier: 0000 0001 0877 8659
- Library of Congress Control Number: n79106117
- Nationale Bibliotheek van Letland: 000043127
- Nationale Bibliotheek van Tsjechië: ola2003172352
- Nationale bibliotheek van Australië: 35401722
- Nationale Bibliotheek van Israël: 987007302648005171
- Nationale en Universitaire bibliotheek Zagreb: 000181430
- Nederlandse Thesaurus van Auteursnamen: 069023697
- Réseau des bibliothèques de Suisse occidentale: 02-A003659892
- LIBRIS: 219174
- SNAC: w6848vsc
- Système universitaire de documentation: 033722161
- Trove: 939892
- Virtual International Authority File: 22163951
- WorldCat: E39PBJhCHtCBqtw8VbBtJKmGHC